# 賽明頓群島
賽明頓群島（英語：Symington Islands）是南極洲的群島，處於拉耶島西北面21公里，屬於比斯科群島的一部分，由英國探險隊繪入地圖，現時由南極條約體系管理。